# Картрайт (Ньюфаундленд і Лабрадор)
Картрайт (англ. Cartwright) — містечко в Канаді, у провінції Ньюфаундленд і Лабрадор.

## Населення
За даними перепису 2016 року, містечко нараховувало 427 осіб, показавши скорочення на 15,3%, порівняно з 2011-м роком. Середня густина населення становила 130,7 осіб/км².
З офіційних мов обидвома одночасно володіли 5 жителів, тільки англійською — 425.
Працездатне населення становило 63,9% усього населення, рівень безробіття — 47,8% (56% серед чоловіків та 38,1% серед жінок). 97,8% осіб були найманими працівниками, а 0% — самозайнятими.

## Клімат
Середня річна температура становить -0,1°C, середня максимальна – 15,3°C, а середня мінімальна – -18,8°C. Середня річна кількість опадів – 1 006 мм.
| Клімат поселення                              | Клімат поселення | Клімат поселення | Клімат поселення | Клімат поселення | Клімат поселення | Клімат поселення | Клімат поселення | Клімат поселення | Клімат поселення | Клімат поселення | Клімат поселення | Клімат поселення | Клімат поселення |
| Показник                                      | Січ.             | Лют.             | Бер.             | Квіт.            | Трав.            | Черв.            | Лип.             | Серп.            | Вер.             | Жовт.            | Лист.            | Груд.            |                  |
| Середній максимум, °C                         | −9,81            | −8,84            | −3,79            | 2,58             | 7,83             | 13,21            | 15,33            | 15,14            | 11,42            | 6,06             | 0,60             | −6,49            |                  |
| Середня температура, °C                       | −14,31           | −13,29           | −8,26            | −1,91            | 3,35             | 8,73             | 12,39            | 12,23            | 8,51             | 3,16             | −2,31            | −9,39            |                  |
| Середній мінімум, °C                          | −18,8            | −17,79           | −12,76           | −6,39            | −1,13            | 4,25             | 9,48             | 9,32             | 5,59             | 0,24             | −5,22            | −12,3            |                  |
| Норма опадів, мм                              | 83               | 76               | 84               | 70               | 66               | 96               | 94               | 90               | 90               | 84               | 83               | 90               |                  |
| Середньомісячна швидкість вітру, м/с          | 6.90             | 6.64             | 6.86             | 6.35             | 5.44             | 5.30             | 4.80             | 4.80             | 5.69             | 6.30             | 6.86             | 7.01             |                  |
| Середньомісячна сонячна радіація, кДж/м²·день | 2900             | 5878             | 10240            | 14641            | 17488            | 18587            | 17993            | 14603            | 10054            | 5578             | 3069             | 2077             |                  |
| --------------------------------------------- | ---------------- | ---------------- | ---------------- | ---------------- | ---------------- | ---------------- | ---------------- | ---------------- | ---------------- | ---------------- | ---------------- | ---------------- | ---------------- |
| Джерело:                                      |                  |                  |                  |                  |                  |                  |                  |                  |                  |                  |                  |                  |                  |